# Paul Reneaulme
Paul Reneaulme est un médecin et botaniste français né à Blois vers 1560 et mort en 1624.

## Biographie
D'une famille distinguée par son goût pour les sciences, Reneaulme parcourut le Blésois, la Suisse, le Dauphiné, le Mont-Ventoux, pour recueillir des plantes et publia en 1611 le Specimen historiæ plantarum : un volume in-4 de 150 pages de texte, écrit en latin émaillé de grec, décrivant 108 espèces et variétés de plantes, illustré de 25 planches en pleine page intercalées dans le texte, représentant avec une grande fidélité 49 espèces de plantes. Cet ouvrage présente un essai de taxinomie et de nomenclature systématique, avec des genres, sous-genres et espèces. L'épître dédicatoire, adressée au cardinal du Perron, révèle qu'il s'agissait dans l'esprit de l'auteur de l'ébauche d'un ouvrage plus étendu. Les 24 derniers feuillets sont occupés par cinq poèmes latins de Jacques-Auguste de Thou.
Comme médecin, il publia en 1606 un ouvrage sur la pharmacopée (proposant des « remèdes chimiques », vus souvent alors comme des poisons), qui lui valut un procès intenté par les apothicaires de Blois et de Paris (soutenus par la Faculté de médecine de la capitale) ; il y fut défendu par Pierre Dupuy, dont il avait été le précepteur. En 1607, il fut contraint de se rétracter par écrit, jurant de ne plus user des remèdes décrits dans son ouvrage.
Paul Reneaulme est l'arrière-grand-père de Michel-Louis Reneaulme de Lagaranne, également médecin et botaniste.

## Publications
- (la) Ex curationibus observationes quibus videre ets [sic] morbos tuto cito et jucunde posse debellari si præcipue Galenicis præceptis chymica remedia veniant subsidio, Paris, Adrien Beys, 1606.
- (la) Specimen historiæ plantarum. Plantæ typis æneis expressæ, Paris, Adrien Beys, 1611.
- La vertu de la fontaine de Médicis, près de Saint-Denys-lès-Blois, Blois, 1618.

## Honneurs
- Un genre de la famille des Bromeliaceae a été nommé Renalmia par Charles Plumier[3], en l'honneur de Paul Reneaulme[4]. Linné changea le nom pour Renealmia[5],[6] et la mit dans le genre Tillandsia[7]. Le fils de Linné utilisa plus tard le nom de Renealmia pour un genre de la famille des Zingiberaceae[8].